# イーゾラ・デル・カントーネ
イーゾラ・デル・カントーネ(イタリア語: Isola del Cantone)は、イタリア共和国リグーリア州ジェノヴァ県にある、人口約1,400人の基礎自治体（コムーネ）。

## 地理

### 位置・広がり

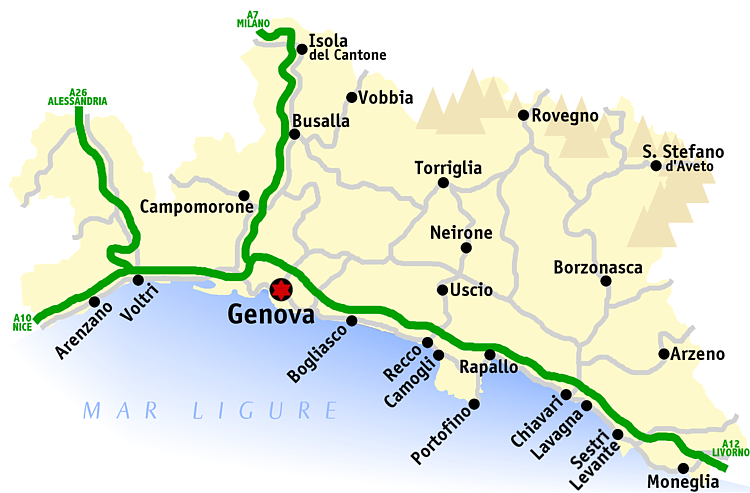
ジェノヴァ県概略図

#### 隣接コムーネ
隣接するコムーネは以下の通り。括弧内のALはアレッサンドリア県 所属を示す。
- アルクアータ・スクリーヴィア (AL)
- ブザッラ
- グロンドーナ (AL)
- モンジャルディーノ・リーグレ (AL)
- ロッカフォルテ・リーグレ (AL)
- ロンコ・スクリーヴィア
- ヴォッビア
- ヴォルタッジョ (AL)

### 地震分類
イタリアの地震リスク階級 (it) では、3 に分類される
。

## 行政

### 分離集落
イーゾラ・デル・カントーネには以下の分離集落（フラツィオーネ）がある。
- Borlasca, Creverina, Griffoglieto, Marmassana, Mereta, Montecanne, Montessoro, Pietrabissara, Prarolo, Vobbietta